# Рамон (лунный кратер)
Кратер Рамон (лат. Ramon) — небольшой ударный кратер в южном полушарии обратной стороны Луны. Название присвоено в честь израильского астронавта Илана Рамона (1954—2003), погибшего в катастрофе космического корабля «Колумбия» и утверждено Международным астрономическим союзом в 2006 году.

## Описание кратера

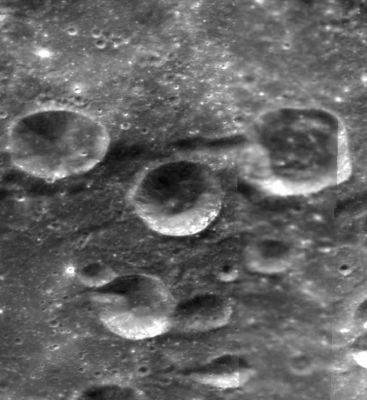
Кратер Рамон в верхней левой части снимка, справа вверху кратер Маккул, в центре кратер Д. Браун, в нижней левой части — кратер Чавла. Снимок зонда Clementine.

Кратер Рамон находится в юго-западной части чаши кратера Аполлон. Ближайшими его соседями являются кратер М. Андерсон на западе; кратер Хасбанд на севере и кратер Д. Браун на востоке-юго-востоке. Селенографические координаты центра кратера 41°14′ ю. ш. 148°05′ з. д. / 41,23° ю. ш. 148,08° з. д., диаметр 17,2 км, глубина 2,6 км.
Кратер Рамон имеет близкую к циркулярной форму с небольшим выступом в восточной части и практически не разрушен. Вал с четко очерченной кромкой, имеет седловатое понижение в южной и северо-западной части. Гладкий внутренний склон вала спускается к небольшому участку плоского дна. Высота вала над окружающей местностью достигает 600 м. Дно чаши относительно ровное, без приметных структур.

## Сателлитные кратеры
Отсутствуют.